# Giovanna Assunta Gualdi
Giovanna Assunta Gualdi (Curno, 11 aprile 1950 – Curno, 28 agosto 2024) è stata una calciatrice italiana, di ruolo attaccante.

## Carriera

### Club

Giovanna Assunta, la seconda accovacciata da sinistra, con la sorella Patrizia, la quinta accovacciata da sinistra, nella formazione dell' nel 1970.

Fin dall'infanzia Giovanna Assunta condivide con la sorella Patrizia la passione per il calcio, iniziando l'attività agonistica con l'Autoroma Bergamo, squadra con la quale nel 1970 conquista il primo posto nel girone B del campionato di Serie B con conseguente promozione in Serie A.
Dopo due anni a Bergamo, per la stagione 1973 si trasferisce alle campionesse d'Italia in carica del Gamma 3 Padova, contribuendo in quella stagione a far conquistare al club padovano il secondo scudetto femminile consecutivo.
Nel 1976 fa ritorno a una squadra lombarda, sottoscrivendo un accordo con il Gorgonzola, società alla quale rimane legata per sei stagioni continuando sempre a giocare nel livello di vertice del campionato italiano femminile di calcio.
Gli ultimi anni veste la maglia rossonera del Nuvola Milan per poi continuare l'attività a livello amatoriale nei campionati organizzati dal Centro Sportivo Italiano (CSI), giocando per il G.S. Marinelli Comenduno fino al 2012, quando decide che a 62 anni era oramai necessario appendere gli scarpini al chiodo.

### Nazionale

Giovanna Assunta, a sinistra, la sorella Patrizia, a destra, e Graziella Pesenti, al cetro, con la tuta della nazionale italiana.

Grazie alle capacità espresse nei club, nel 1971 Gualdi viene convocata dal commissario tecnico Giuseppe Cavicchi nella nazionale italiana in occasione della doppia amichevole con l'Iran del 7 e 9 maggio, siglando anche una delle reti con gli le Azzurre si imposero per 5-0 sulle avversarie.
Negli anni successivi continuò a essere convocata dai ct Amedeo Amadei prima e Sergio Guenza poi fino al 1979, anno in cui disputò la Coppa Europa di categoria giungendo in finale poi persa con la Danimarca, raggiungendo le 32 presenze, con 4 reti realizzate, in maglia azzurra.

## Palmarès

### Club
- Campionato italiano di Serie B: 1

Autoroma Bergamo: 1970
- Campionato italiano: 1

Gamma 3 Padova: 1973
- Coppa Italia: 1

Gorgonzola: 1980